# إيدي نولان
إيدي نولان (5 أغسطس 1988 بوترفورد في جمهورية أيرلندا - ) (بالإنجليزية: Eddie Nolan)‏ هو لاعب كرة قدم أيرلندي في مركز الدفاع. شارك مع منتخب جمهورية أيرلندا تحت 21 سنة لكرة القدم وRepublic of Ireland national football B team ‏ ومنتخب جمهورية أيرلندا لكرة القدم. أما مع النوادي، فقد لعب مع بريستون نورث إيند وبلاكبيرن روفرز وستوكبورت كونتي وسكونثورب يونايتد وشيفيلد وينزداي ونادي يورك سيتي ونادي هارتلبول يونايتد.

## مسيرته الكروية
لعب إيدي نولان خلال مسيرته الاحترافية مع 9 أندية في سبعة عشر موسمًا وسجل خلالها 7 أهداف ضمن 303 مباراة. ولم يفز بأي موسم بالكأس أو بالدوري.
خاض إيدي نولان مسيرته مع نادي ستوكبورت كونتي في موسم 2006–07 لمدة موسم واحد، مشاركًا في 4 مباريات ولم يسجل أي هدف. ثم انتقل إلى نادي هارتلبول يونايتد في موسم 2007–08 لمدة موسم واحد، حيث شارك في 11 مباراة ولم يسجل أي هدف أيضًا. لينتقل بعدها إلى نادي بريستون نورث إيند في موسم 2008–09 ولمدة موسمين، مشاركًا في 40 مباراة ولم يسجل أي هدف أيضًا. ثم انتقل إلى نادي سكونثورب يونايتد في موسم 2010–11 ليلعب معه خمسة مواسم، مشاركًا في 122 مباراة سجل خلالها هدفًا واحدًا. هذا وانتقل لاحقًا إلى نادي يورك سيتي في موسم 2015–16 لمدة موسم واحد، مشاركًا في 15 مباراة سجل خلالها هدفًا واحدًا أيضًا. ثم انتقل بعدها إلى نادي بلاكبول في موسم 2016–17 لمدة موسم واحد، مشاركًا في 3 مباريات ولم يسجل أي هدف. ليعود وينتقل من جديد، لكن هذه المرة إلى نادي كرو ألكساندرا في موسم 2017–18 واستمر معه طيلة ثلاثة مواسم، مشاركًا في 94 مباراة سجل خلالها 4 أهداف.

## وصلات خارجية
- إيدي نولان على موقع قاعدة بيانات كرة القدم.إي يو (الإنجليزية)
- إيدي نولان على موقع ناشيونال فوتبول تيمز (الإنجليزية)
- إيدي نولان على موقع Soccerbase.com (لاعب) (الإنجليزية)
- إيدي نولان على موقع Soccerway.com (الإنجليزية)